# Laurelia
Laurelia är ett släkte av tvåhjärtbladiga växter. Laurelia ingår i familjen Atherospermataceae.
Kladogram enligt Catalogue of Life:
| Laurelia | \| \| Laurelia novae-zelandiae \| \| \| \| \| \| Laurelia sempervirens \| \| \| \| |
|          | \| \| Laurelia novae-zelandiae \| \| \| \| \| \| Laurelia sempervirens \| \| \| \| |
|          | Atherosperma                                                                       |
|          |                                                                                    |
|          | Daphnandra                                                                         |
|          |                                                                                    |
|          | Doryphora                                                                          |
|          |                                                                                    |
|          | Dryadodaphne                                                                       |
|          |                                                                                    |
|          | Laureliopsis                                                                       |
|          |                                                                                    |
|          | Nemuaron                                                                           |
|          |                                                                                    |
|          | Laurelia novae-zelandiae                                                           |
|          |                                                                                    |
|          | Laurelia sempervirens                                                              |
|          |                                                                                    |

|  | Laurelia novae-zelandiae |
|  |                          |
|  | Laurelia sempervirens    |
|  |                          |